# Nordhof (Fehrbellin)
Nordhof ist ein bewohnter Gemeindeteil im Ortsteil Königshorst der Gemeinde Fehrbellin im Landkreis Ostprignitz-Ruppin im Land Brandenburg.

## Geografische Lage
Der Gemeindeteil liegt östlich des Ortsteils Königshorst. Nördlich befindet sich der Fehrbelliner Ortsteil Dechtow, östlich Kuhhorst, ein bewohnter Gemeindeteil des Fehrbelliner Ortsteils Deutschhof. Südlich liegt der Gemeindeteil Sandhorst, der ebenfalls zu Königshorst zählt. Der überwiegende Teil der Gemarkung wird landwirtschaftlich genutzt und durch den Kleinen Havelländischen Hauptkanal entwässert. Die Wohnbebauung konzentriert sich um die Nordhofer Straße, die von Westen kommend in östlicher Richtung durch den Ort führt.

## Geschichte

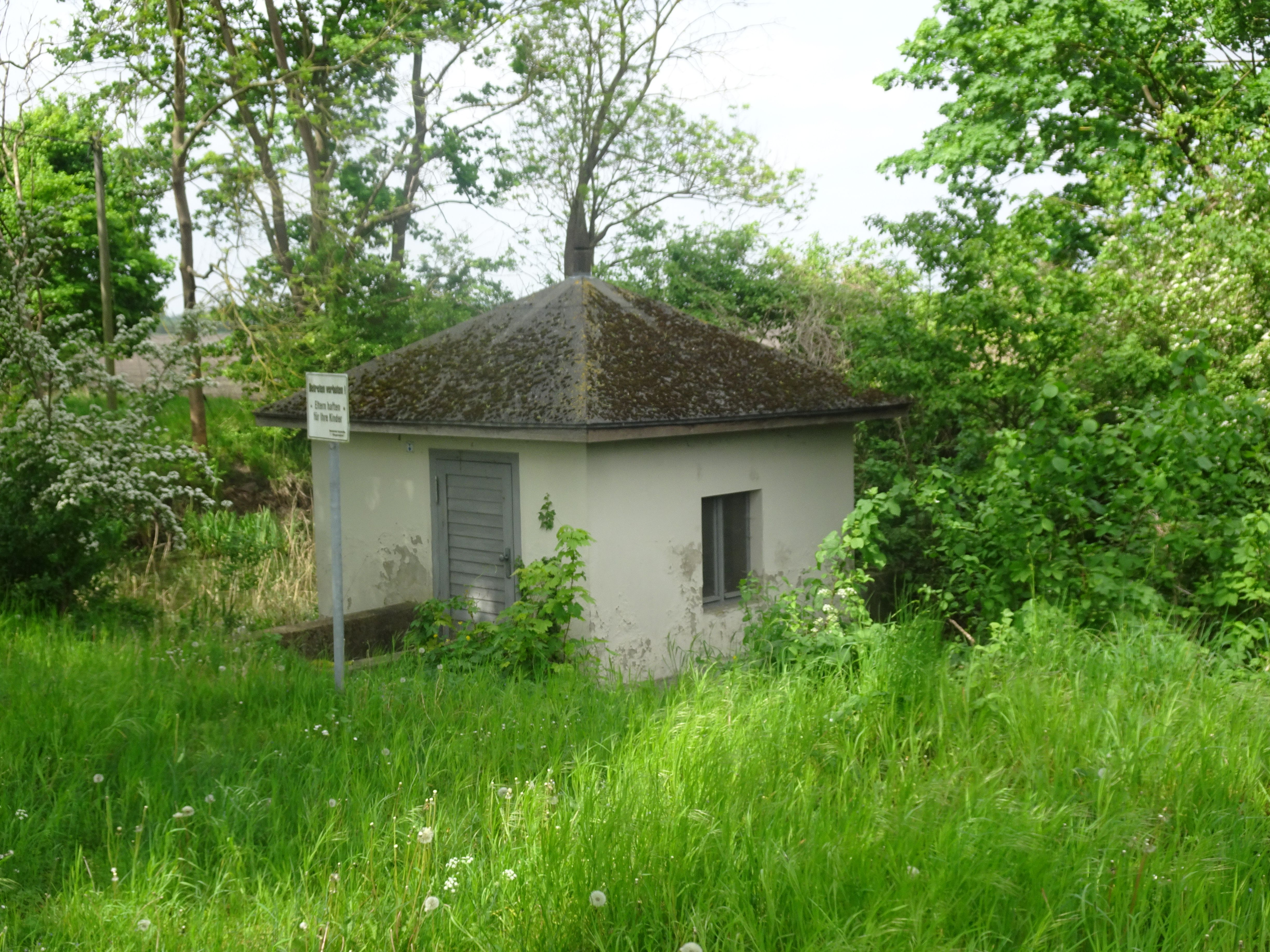
Schöpfwerk aus dem Jahr 1926

Friedrich Wilhelm I. ließ im Jahr 1732 eine Lehranstalt für Butter- und Käsebereitung errichten, die zum Ziel hatte, eine „Milchwirtschaft nach holländischem Vorbild“ zu errichten, um damit die Herstellung von Milch, Butter und Käse in Preußen zu verbessern. Hierzu entstand eine als Butterakademie bezeichnete Bildungsstätte, die vom Amtsgebiet von Königshorst als Vorwerk in Nordhof auf zuvor trockengelegten Flächen angelegt wurde. Dort befand sich auch die Wohnung des Buttermachers. Die Bezeichnung wechselte bis zum Jahr 1745 zu Nordenhoff. In dem Amtsvorwerk befanden sich im Jahr 1800 insgesamt 13 Einliegerhöfe, mit 70 Personen, die 15 Feuerstellen (=Haushalte) betrieben. Die dort tätigen Tagelöhner beschwerten sich 1810 beim zuständigen Beamten, da ihnen offenbar der Lohn vorenthalten wurde. Die Gehöfte umfassten dabei eine Fläche von 1845 Morgen (Mg). Im Jahr 1817 lebten im Dorf nur noch 64 Personen, im Jahr 1840 waren es 66 Personen in vier Wohnhäusern. Im Jahr 1860 bewirtschafteten 66 Personen (1858) eine Fläche von 1080 Mg: 598 Mg Weide, 465 Mg Wiese und 6 Mg Gartenland. Weitere 11 Mg entfielen auf drei Wohn- und sieben Wirtschaftsgebäude. Die Schreibweise änderte sich auf Nordhof oder Nordhorst im Jahr 1861.
Zu Beginn des 20. Jahrhunderts wurden weitere Flächen durch Gräben entwässert und landwirtschaftlich nutzbar gemacht. Diese und weitere Flächen wurden ab 1918 vom Oberamtmann Walter Friese an Bauern verpachtet. Diese erhielten auch das Recht zur Fischerei. Im Jahr 1928 kam Nordhof zur Gemeinde Königshorst (bzw. Friedenshorst). Zu dieser Zeit lebten im Dorf 120 Personen (1925).
In der Zeit des Nationalsozialismus befand sich in Nordhof ein Reichsarbeitsdienstlager.

## Kultur und Sehenswürdigkeiten

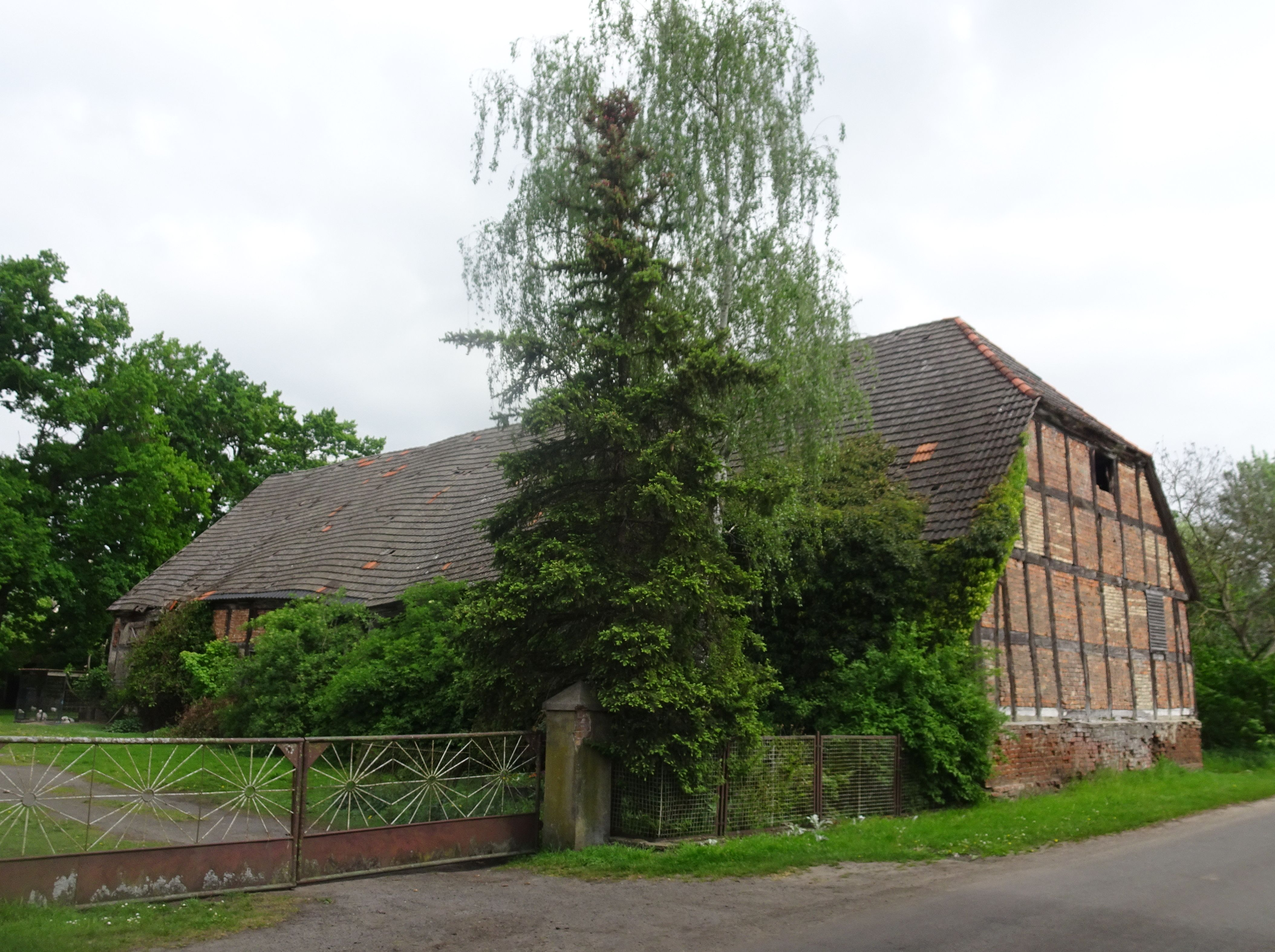
Denkmalgeschützte Scheune

- Das 1926 erbaute Schöpfwerk an Kleinen Havelländischen Hauptkanal steht unter Denkmalschutz.
- Eine Scheune (auf der nördlichen Straßenseite neben Haus Nordhofer Straße 3) wurde Mitte des 18. Jahrhunderts gebaut und ist ebenfalls denkmalgeschützt.
- Das denkmalgeschützte Fachwerkwohnhaus Nordhofer Straße 2 auf der südlichen Straßenseite stammt aus den 1930er Jahren.